# Osiecznica (gmina)
Pour les articles homonymes, voir Osiecznica.
Osiecznica est une gmina rurale du powiat de Bolesławiec, Basse-Silésie, dans le sud-ouest de la Pologne. Son siège est le village d'Osiecznica, qui se situe environ 13 km au nord-ouest de Bolesławiec et 116 km à l'ouest de la capitale régionale Wrocław.
La gmina couvre une superficie de 437,07 km2 pour une population de 7 092 habitants.

## Géographie
La gmina est bordée par les gminy de Boleszkowice, Cedynia, Chojna, Dębno, Moryń et Trzcińsko-Zdrój. Elle est également frontalière de l'Allemagne.
La gmina contient les villages de Bronowiec, Długokąty, Jelenie Rogi, Jeziory, Kliczków, Ławszowa, Luboszów, Ołobok, Osiecznica, Osieczów, Parowa, Poświętne, Przejęsław, Świętoszów et Tomisław.